# Станетинці (Светий Юрій-об-Щавниці)
Станетинці (словен. Stanetinci) — поселення в общині Светий Юрій-об-Щавниці, Помурський регіон, Словенія. Висота над рівнем моря: 224 м.